# Paul Chabas
Paul Émile Chabas (Nantes, 7 de marzo de 1869-París, 10 de mayo de 1937) fue un pintor e ilustrador francés y miembro de la Academia de Bellas Artes.

## Biografía

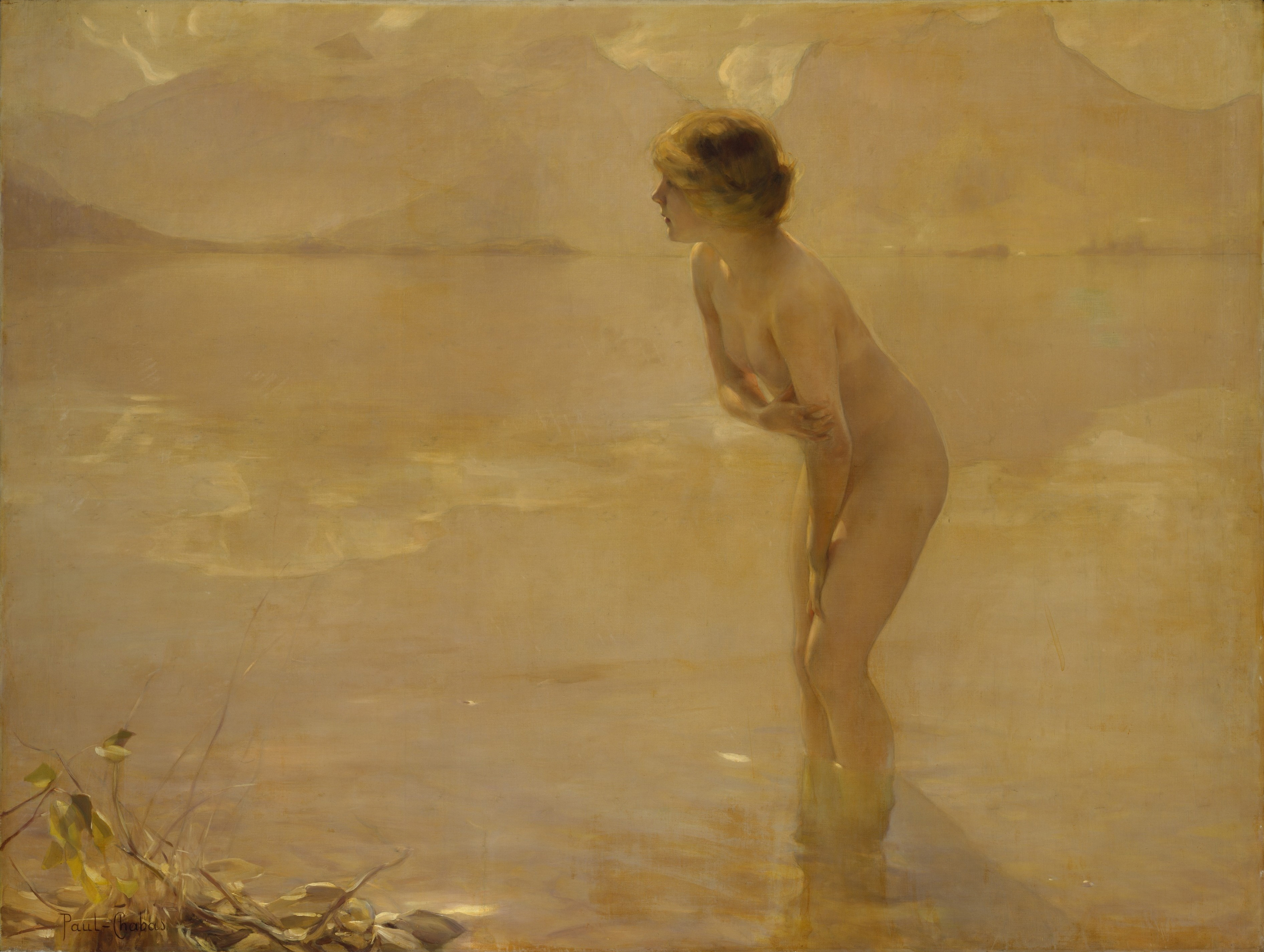
Mañana de septiembre, por Chabas (1912). Óleo sobre lienzo, Museo Metropolitano de Arte, Nueva York.

Nació en Nantes. Su formación artística estuvo a cargo de William-Adolphe Bouguereau y Tony Robert-Fleury. Su primera vez exposición fue en el Salón de 1890. Chabas ganó el Premio Nacional del Salón de París 1899 por su Joyeux ébats. Fue galardonado con una medalla de oro en la Exposición Universal de 1900 y en 1912 recibió la Médaille d’honneur. Su temas preferidos eran una joven desnuda en un entorno natural. Fue considerado como uno de los más importante pintores de desnudos de Europa.
Su pintura más famosa, Mañana de septiembre (1912), fue el centro de un succès de scandale en los Estados Unidos, cuando en mayo de 1913 Anthony Comstock, director de la Sociedad para la Supresión del Vicio de Nueva York, protestó contra la obra por ser supuestamente inmoral. Chabas estaba profundamente molesto por la controversia sobre la pintura. Durante un tiempo se buscó el anonimato en el sur de Francia. Hubo mucha publicidad, y las reproducciones de la pintura fueron vendidas vigorosamente durante años después. Mañana de septiembre ha citado frecuentemente como un ejemplo de kitsch. Chabas se negó a identificar a la modelo que aparece la pintura, refiriéndose a ella sólo como «Marthe». Sin embargo, la controversia en relación con la modelo de la pintura no desapareció fácilmente. Incluso, en 1935, circuló el rumor de que la joven estaba viviendo en la pobreza y Chabas recibía cartas de personas en los Estados Unidos que querían acudir en su ayuda. Recordó asimismo lo ofendido que estaba cuando la pintura fue considerada indecente por algunos en ese país por más de veinte años antes.
Su primera visita a los Estados Unidos ocurrió en 1914, para pintar por una temporada allí. Antes del viaje, comentó sobre los rumores que le disgustaban en ese país, ya que se negó a vender Mañana de septiembre a un editor de periódicos estadounidense después de que comenzara la controversia acerca de la pintura. Dijo que no tenía intención alguna de vender la pintura, porque era el favorito de su esposa. Cuando la pintura entró en el Salón de París de 1912, estableció un precio de $ 10 000 (que supuso nadie pagaría). León Mantashev, hijo del magnate petrolero Alexander Mantashev, estaba dispuesto a cumplir con este precio, y la obra le fue vendida. Años más tarde, Chabas dijo que le encantaba esa pintura, la que algunos llamaron «su obra maestra». «En ella está todo lo que sé de la pintura», comentó. Indicó que no había hecho ningún dinero de las muchas reproducciones de la pintura, aunque muchos otros lo hicieron. Señaló que los que se habían beneficiado de su trabajo no eran «lo suficientemente considerados como para enviarme incluso una caja de puros».
En la década de 1890, ilustró libros de autores como Paul Bourget y Alfred de Musset. También hizo algunos trabajos ilustrados para el editor francés Alphonse Lemerre. Se convirtió en miembro de la Académie des Beaux-Arts en 1921 y recibió la Légion d’honneur en 1928. De 1925 a 1935 fue presidente de la Sociedad de Artistas Franceses. Falleció el 10 de mayo de 1937 en París tras padecer una larga enfermedad. Chabas, en ese momento un viudo, murió en una habitación donde solo había una pintura, una copia de la Mañana de septiembre que había pintado de la memoria.
Durante su vida también fue un famoso pintor de retratos.

## Galería

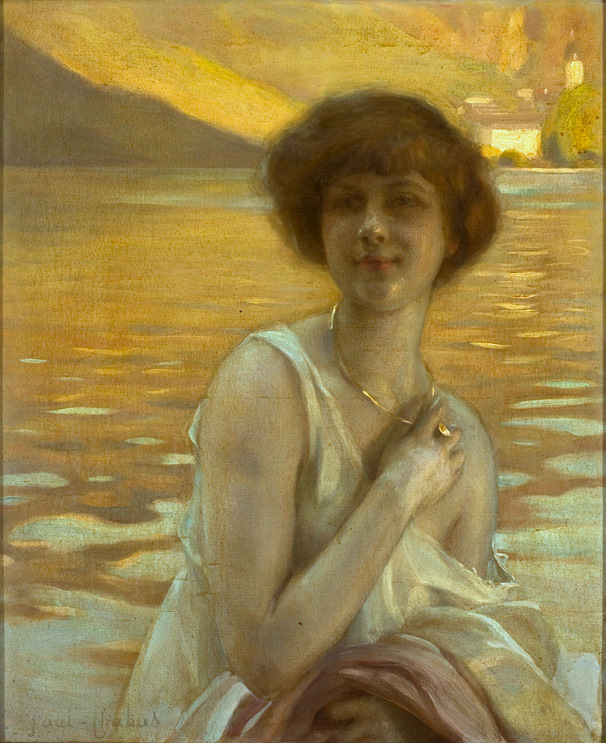
Una señorita.
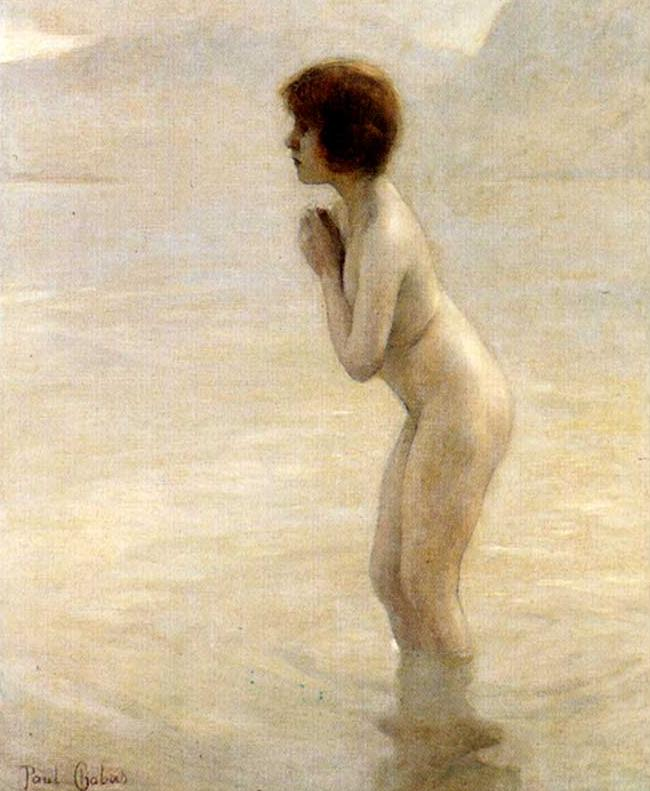
Bruma Matinale.
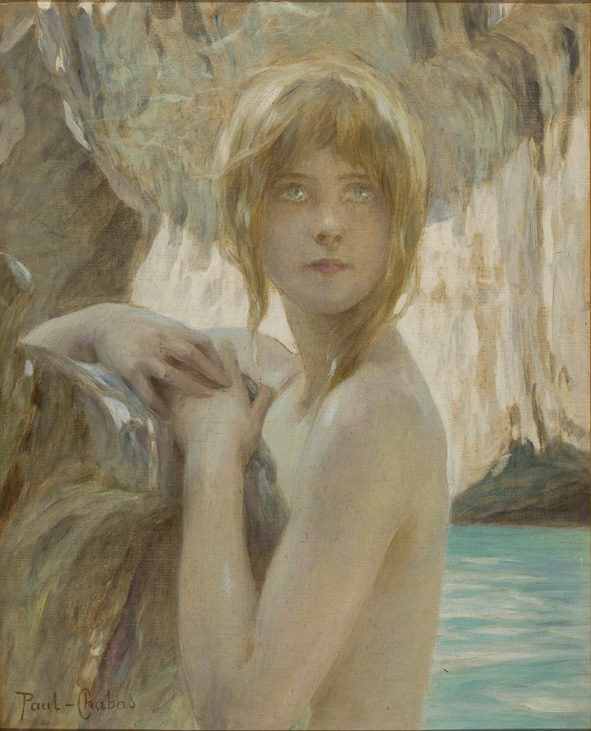
Ninfa Loira.
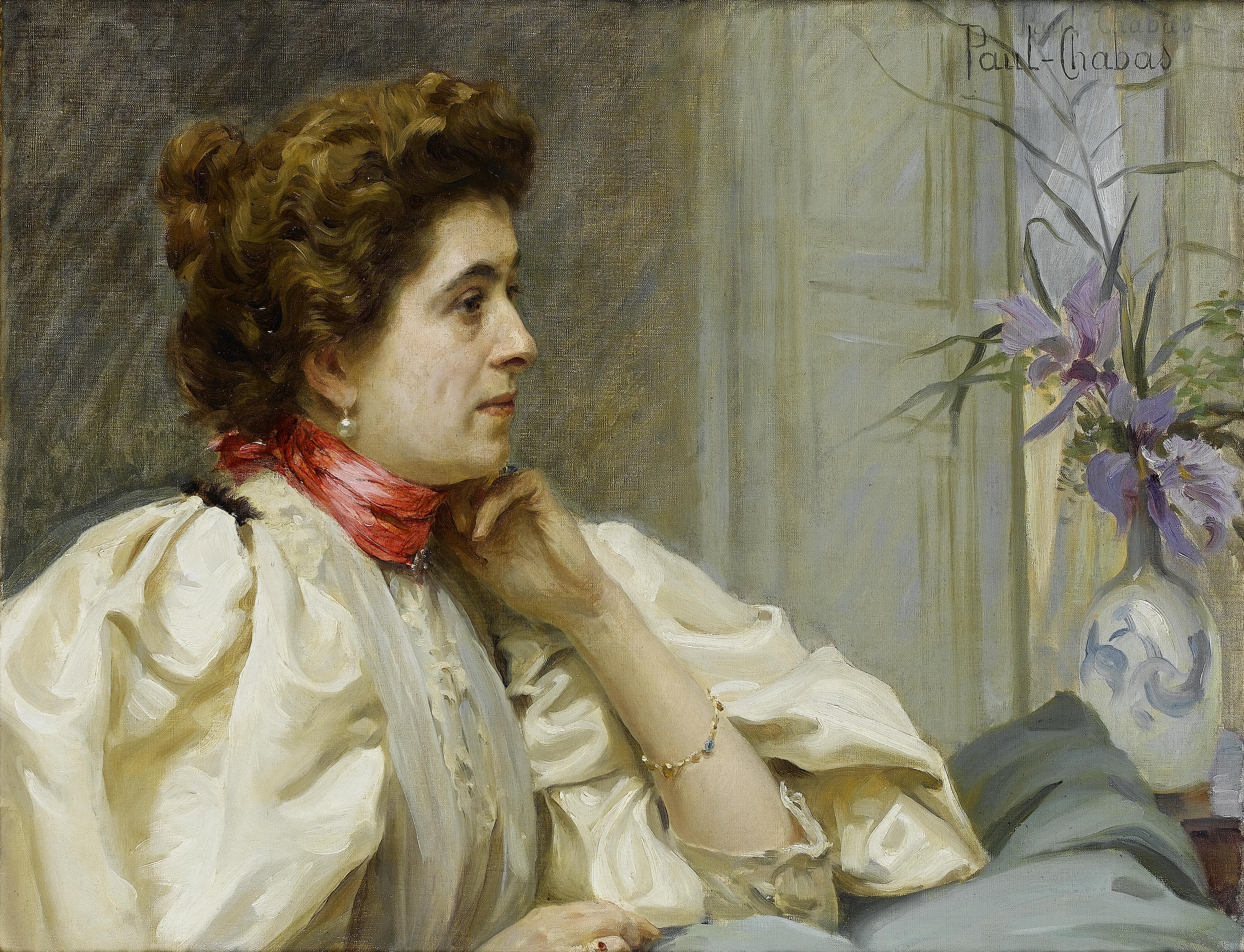
Portrait d'une dame avec un foulard rouge o Retrato de una dama con un pañuelo rojo.
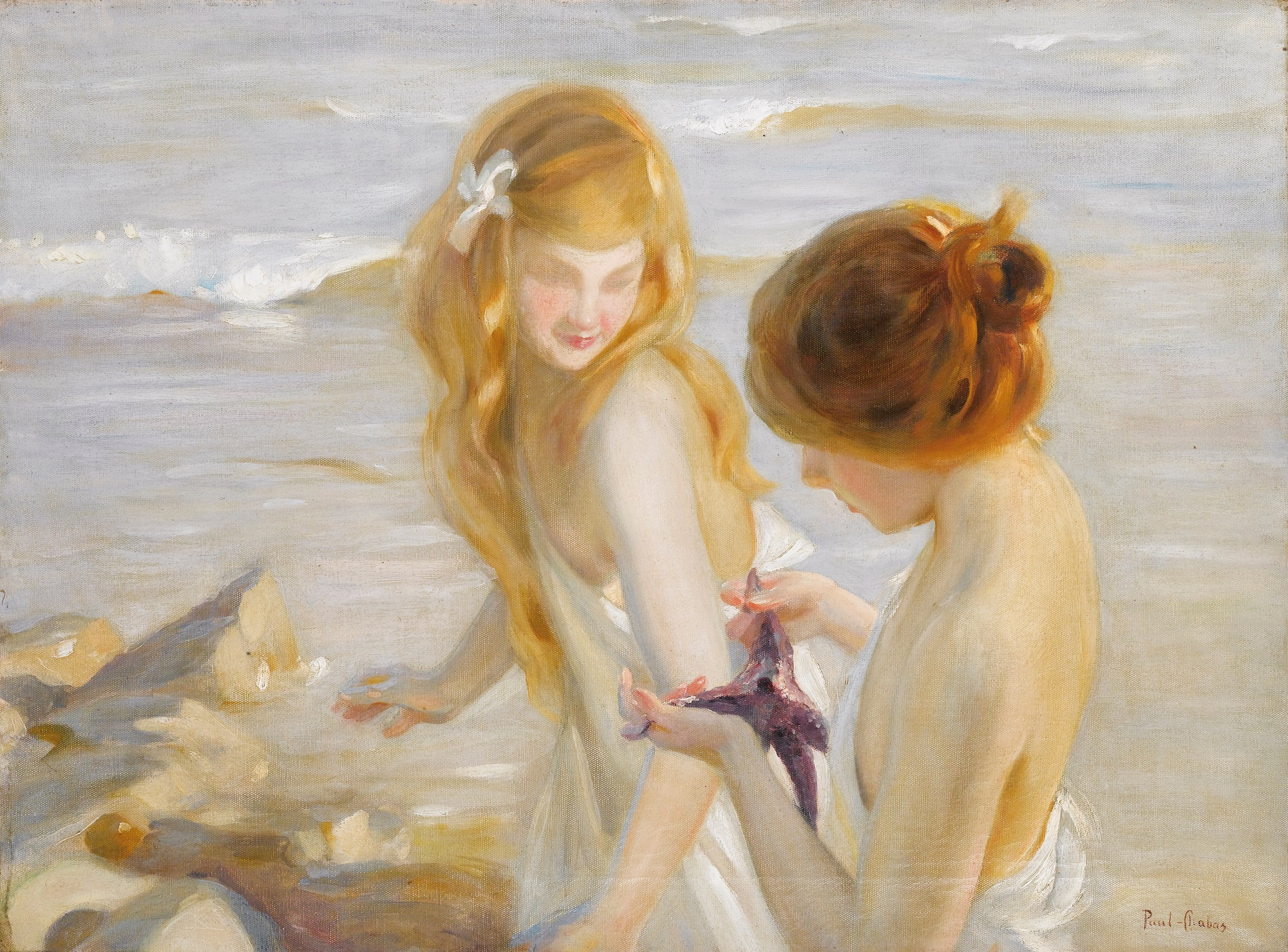
Deux jeunes Filles à l'Étoile de Mer.
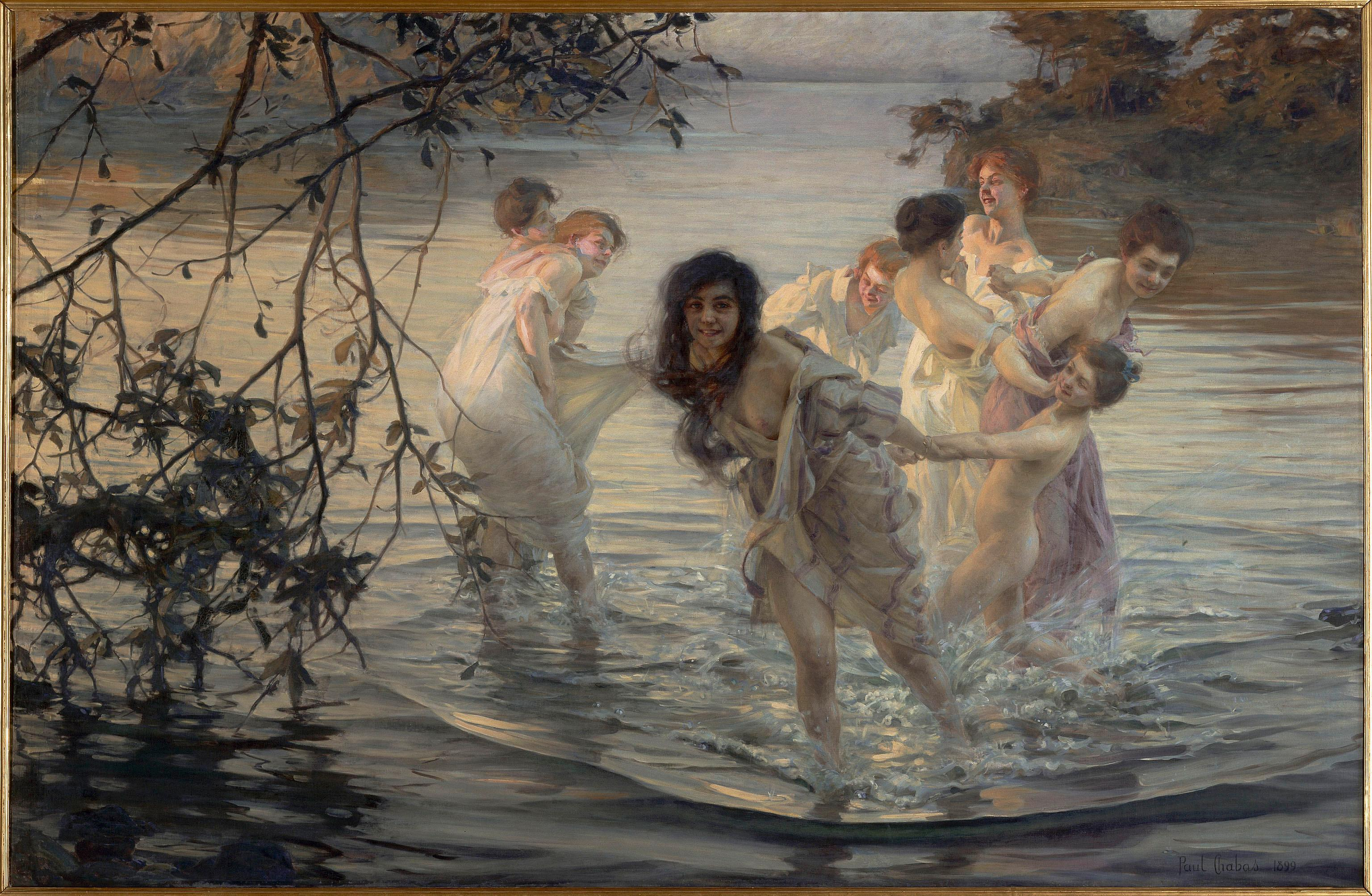
Les nymphes de danse.
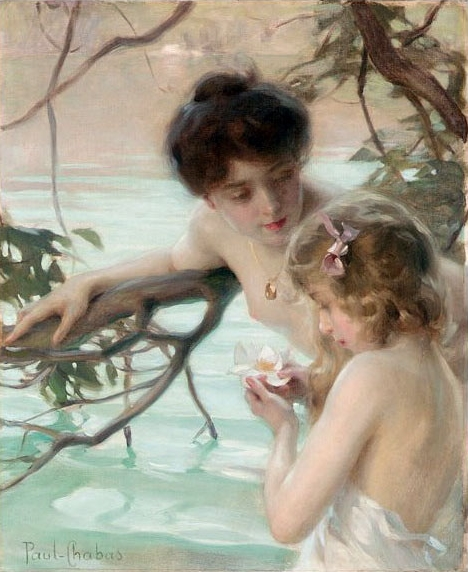
Mère et fille au bain.
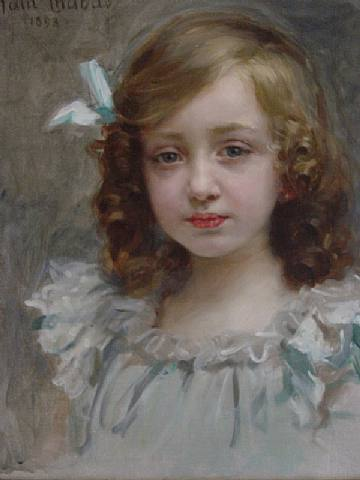
Portrait de jeune-fille, óleo sobre lienzo.
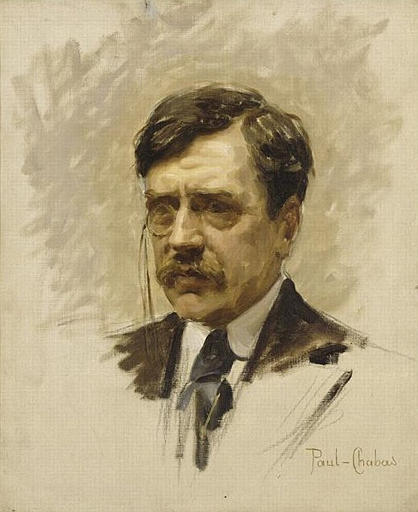
Retrato de Paul Bourget.